# Князевич Василь Михайлович
Васи́ль Миха́йлович Князе́вич (нар. 9 березня 1956 с. Терновиця Тисменицького району, Івано-Франківської області) — український лікар, громадсько-політичний діяч, міністр охорони здоров'я України (з 18 грудня 2007 до 11 березня 2010 року). Заслужений лікар України. Доктор медичних наук.

## Життєпис
Освіта вища, закінчив Івано-Франківський медичний інститут (нині національний університет), за фахом — лікар.
Трудовий шлях розпочав медбратом терапевтичного відділення Івано-Франківської міської клінічної лікарні № 1, працював головним лікарем Яблунівського протитуберкульозного диспансеру (1985—1987 роки); лікар-інтерн Бучацької центральної районної лікарні, головний лікар Бучацького району (1987—1992 роки); завідувач відділу охорони здоров'я Тернопільської облдержадміністрації.
Від листопада 2000-го — головний лікар Тернопільського обласного протитуберкульозного диспансеру.
Від 2002-го — головний лікар центральної поліклініки Деснянського району, начальник управління охорони здоров'я Деснянської райдержадміністрації столиці.
Від квітня 2005 р. — начальник медичного управління, заступник керівника Державного управління справами.
Призначений на посаду Міністра охорони здоров'я України в другому уряді Юлії Тимошенко.
Відразу після вступу на посаду новий Міністр охорони здоров'я пообіцяв якнайшвидше вивести українську медицину на європейський рівень, але «без чергової революції» на шляху до поставленої мети. Також серед топ-завдань, окреслених В. Князевичем, — за п'ять років збільшити середню тривалість життя українців на три роки.
Від 2011 р. — Голова Правління Всеукраїнської громадської організації «Українська ліга сприяння розвитку паліативної та хоспісної допомоги».
Від вересня 2013 року — завідувач кафедри управління охороною суспільного здоров'я, Національної академії державного управління при Президентові України.
Доводиться рідним дядьком народному депутатові України від НУНС, екс-члену Центрвиборчкому Руслану Князевичу.
Нерухомість: квартира 128,9 м², садовий будинок загальною площею 177,36 м².

## Громадська діяльність
Василь Князевич очолює поважну раду громадської ініціативи «Орден святого Пантелеймона».